# Соловьёв, Андрей Эрихович
Андре́й Э́рихович Соловьёв (род. 14 апреля 1958, Москва) — трубач, музыкант группы «Вежливый отказ», кинокомпозитор, джазмен, радиоведущий.

## Биография
Андрей Соловьев родился и живёт в Москве. Окончил философский факультет МГУ, защитил диссертацию по истории европейской философии, преподавал, дослужился до профессора. Параллельно много времени уделял музыке, играл джаз на трубе, выступал со многими известными музыкантами, как отечественными (Сергей Курёхин, Владимир Чекасин, Марк Пекарский, Сергей Летов), так и зарубежными (Питер Ковальд, Ханс Кох, Луис Склавис).
Гастролировал в Германии, Италии, Швейцарии, США, записал полтора десятка компакт-дисков и виниловых пластинок с различными составами. В 1985 году создал знаменитый «Оркестр московских композиторов», а с 1995 года постоянно играет на трубе в московской рок-группе «Вежливый отказ».
Написал музыку к нескольким фильмам, а в 1994 году снялся в роли трубача-авангардиста в кинокартине режиссёра Владимира Сухорёброго «Бесноватые», в которой также снимались такие известные актёры, как Инара Слуцка, Евгений Редько, Юрий Шлыков и Валерий Баринов.
Несколько лет вел джазовые программы на радиостанциях «Эхо Москвы» и «Ракурс». Работал международным обозревателем телеканала ТВ-Центр. Печатался в журналах «Музыкальная жизнь», «Театр», «Мелодия», «Четыре сезона», «Афиша», «Политбюро» и «Русский Newsweek», в общей сложности опубликовал больше сотни статей о джазе и современной музыке.